# Maurice FitzGerald (2e comte de Desmond)
Pour les articles homonymes, voir Maurice FitzGerald et FitzGerald.
Maurice (Óg) FitzMaurice FitzGerald, comte de Desmond (mort en 1357), est le fils de Maurice FitzGerald , et de sa première épouse, Catherine, fille de Richard de Bourg, comte d'Ulster.  

## Contexte
Maurice FitzMaurice épouse Béatrice de Stafford, fille de Ralph de Stafford, 1er comte de Stafford et de Margaret Audley, mais il meurt sans descendance masculine, et il a comme successeur comme comte de Desmond son demi-fr̠ère Gerald FitzGerald,. Sa veuve se remarie avec Thomas Ros, 4e Baron Ros (en)
environ un an après sa mort. Il est inhumé dans l'abbaye de Tralee.
Sa fille Joan épouse Domhnall Óg mac Cormaic Mac Cathaigh Mór 19e roi de Desmond

## Source
- (en) T.W Moody, F.X. Martin, F.J. Byrne A New History of Ireland , Volume IX Maps, Genealogies, Lists. A companion to Irish History part II. Oxford University Press réédition 2011  (ISBN 978-0-199-59306-4).